# Hatchet Man
Hatchet Man, född 27 oktober 2017, är en fransk varmblodig travhäst som tränas av Philippe Allaire och körs av David Thomain.
Hatchet Man började tävla i december 2019 och inledde karriären med två raka segrar. Han har till juni 2022 sprungit in 345 650 euro på 33 starter, varav 10 segrar, 3 andraplatser samt 1 tredjeplatser. Karriärens hittills största segrar har kommit i Prix Gaston Brunet (2021) och Prix Victor Cavey (2022). Han har också vunnit lopp som Letrot Open des Regions - 3 ans (2020) och Prix de Mirande (2022) och på tredjeplats i Prix de Geneve (2021).